# The Pretenders
The Pretenders sono un gruppo musicale pop rock anglo-statunitense formato nel 1978 a Hereford (Herefordshire, Inghilterra) e a Akron (Ohio, Stati Uniti).
Il gruppo negli anni ha cambiato più volte formazione. I due  membri originali tuttora nel gruppo sono la songwriter, cantante e chitarrista Chrissie Hynde e il batterista Martin Chambers.

## Storia
Trasferitasi nel Regno Unito nel 1978, Hynde, allora giornalista per la rivista New Musical Express, tenta il successo con le band Masters of the Backside e The Moors Murderers. Entrambi i progetti hanno vita brevissima, ma è col terzo gruppo, "The Pretenders" che Hynde raggiunge il suo obiettivo. Del gruppo fanno parte il bassista Pete Farndon, il chitarrista James Honeyman-Scott e il batterista Martin Chambers. Il gruppo debutta col singolo Stop Your Sobbing, reinterpretazione di un brano dei Kinks, e prodotto da Nick Lowe, che entra immediatamente nella classifica dei singoli più venduti. Andranno ancora meglio i singoli successivi Kid, e soprattutto Brass in Pocket, che arriva al vertice della classifica.
L'inatteso successo consente ai Pretenders di pubblicare nel 1979 il loro primo album, Pretenders, che ottiene un enorme successo di critica e pubblico sia nel Regno Unito che negli Stati Uniti, e con altrettanto successo è accolto il loro primo tour europeo. Il singolo Private Life diventa brano portante del film Eroina dell'italiano Massimo Pirri realizzato nel 1980 e uscito nel 1983.
Nel 1982 pubblicano il secondo album Pretenders II che bissa il successo del precedente ma di lì a poco i problemi con la droga falcidiano i componenti del gruppo: prima Honeyman-Scott (nel 1982) ed in seguito Farndon (nel 1983) muoiono per overdose. Nonostante ciò Hynde decide di andare avanti con il gruppo, rimpiazzando i colleghi scomparsi con l'ex Average White Band, Robbie McIntosh alla chitarra, e Malcolm Foster al basso. Il primo lavoro della nuova formazione è Learning to Crawl, pubblicato nel 1984 ed accolto molto bene da fan e critica. Nel frattempo i Pretenders collaborano con il gruppo reggae UB40 pubblicando i singoli I Got You Babe e Breakfast in Bed, che ottengono un ottimo successo.
Il gruppo ritorna sulle scene nel 1986 con l'album Get Close. La deriva verso il pop presa dal gruppo non viene apprezzata dai fans storici, ma il grande pubblico premia il singolo Don't Get Me Wrong (il cui video commemora la serie televisiva The Avengers). Intanto McIntosh lascia il gruppo e viene sostituito dall'ex-The Smiths, Johnny Marr, alla chitarra.
Negli anni novanta il gruppo dirada le proprie apparizioni, anche per via degli impegni da attivista per i diritti degli animali di Hynde. Nel 1993 Hynde, ormai unico componente, ingaggia il chitarrista Andy Seymour, col quale registra l'album Last of the Independents pubblicato nel 1994. All'album partecipano altri musicisti, quali l'ex Smiths Andy Rourke e l'ex Primitives Andy Hobson al basso, e l'ex Impossible Dreamers, James Hood alla batteria. L'album arriva al successo grazie alla massiccia programmazione radiofonica del singolo I'll Stand by You. Nel 1995 esce The Isle of View, che rivela un approccio più sofisticato ed elaborato rispetto ai primi lavori. Per i tour successivi, la formazione vedrà Hynde, Seymour, Hobson e l'originario batterista Chambers. Nel frattempo il gruppo incide una cover dei 10cc, I'm Not in Love, per il film Proposta indecente, e, nel 1997 due singoli per il film Soldato Jane.
Nel 1999 esce l'album ¡Viva el Amor!, l'ultimo pubblicato con la WEA, e nel 2002 i Pretenders pubblicano il nuovo album Loose Screw per la Artemis Records.
Nel 2003, su richiesta di Johnny Ramone, partecipano all'album We're a Happy Family - A Tribute to Ramones, con una cover di Something to Believe In. Nel marzo del 2005, i Pretenders sono inseriti nell Rock and Roll Hall of Fame. Lo stesso anno Hobson lascia il gruppo e viene sostituito da Nick Wilkinson e nel 2007 Seymour viene sostituito da James Walbourne.
Nel 2008 i Pretenders pubblicano l'album Break Up the Concrete con una nuova formazione: Hynde, Wilkinson, Walbourne, Eric Heywood alla pedal steel guitar, e Jim Keltner alla batteria. Nei successivi tour, Keltner verrà sostituito da Chambers.

## Anni 2010
Nel settembre 2012, i Pretenders si sono riuniti (Hynde, Chambers, Heywood, Walbourne, Wilkinson) come parte della line-up di intrattenimento del Gran Premio di Singapore 2012. Nell'autunno 2012 si è aggiunto il tastierista/chitarrista acustico Carwyn Ellis. Il 6 settembre 2016, Stevie Nicks ha annunciato che i Pretenders sarebbero andati in tournée con lei in 27 città per gli  ultimi tre mesi del 2016. La band dal vivo era composta da Hynde, Chambers, Heywood, Walbourne, Wilkinson, come in precedenza. I Pretenders pubblicarono il loro decimo album in studio, Alone, il 21 ottobre 2016. Tuttavia, come in Packed!, Hynde era l'unico Pretender dell'album, che era suonato interamente da musicisti di sessione. Nel maggio 2017, Ellis ha ripreso a partecipare ai tour con i Pretenders, che erano in tournee con Nicks in Australia e Nuova Zelanda. Nell'ottobre 2017, i Pretenders sono apparsi all'Austin City Limits Music Festival.

## Anni 2020
La band originariamente doveva pubblicare il proprio undicesimo album in studio Hate for Sale il 1º maggio 2020 e il singolo principale The Buzz è stato distribuito il 17 marzo 2020. Tuttavia, il 24 marzo, l'uscita dell'album è stata posticipata al 17 luglio.
Un tour di cinque mesi in Nord America con i Journey doveva iniziare il 15 maggio 2020. A causa della pandemia di COVID-19, il tour è stato cancellato.

## Formazione

### Formazione attuale
- Chrissie Hynde – voce, chitarra (1978-presente)
- Martin Chambers – batteria (1978-1986, 1994-presente)
- Nick Wilkinson – basso (2005-presente)
- James Walbourne – chitarra (2008-presente)
- Eric Heywood – pedal steel (2008-presente)
- Carwyn Ellis – tastiere (2012, 2017-presente)

### Ex componenti
- James Honeyman-Scott – chitarra (1978-1982)
- Pete Farndon – basso (1978-1982)
- Robbie McIntosh – chitarra (1983-1987)
- Chris Thomas (turnista: 1983)
- Malcolm Foster – basso (1983-1986, 1987)
- Rupert Black – tastiere (1984-1986, 1987)
- Blair Cunningham – batteria (1986-1987)
- T. M. Stevens – basso (1986-1987)
- Bernie Worrell – tastiere (1986-1987)
- Johnny Marr – chitarra (1987)
- Adam Seymour – chitarra, tastiere (1993-2008)
- Andy Hobson – basso (1994-2005)
- Zeben Jameson – basso (turnista: 1994-2006)

## Discografia

### Album in studio
- 1979 – Pretenders (Sire Records)
- 1981 – Pretenders II (Sire Records)
- 1984 – Learning to Crawl (Sire Records)
- 1986 – Get Close (Sire Records)
- 1990 – Packed! (Sire Records)
- 1994 – Last of the Independents (Sire Records)
- 1999 – ¡Viva el Amor! (Warner Music Group)
- 2002 – Loose Screw (Warner Music Group)
- 2008 – Break Up the Concrete (Warner Music Group)
- 2016 – Alone (Eagle Rock Entertainment)
- 2020 - Hate for Sale
- 2023 - Relentless

### Album dal vivo
- 1995 – The Isle of View
- 2010 – Live in London

### Raccolte
- 1987 – The Singles
- 2000 – Greatest Hits
- 2006 – Pirate Radio

### EP
- 1981 – Extended Play